# Домбрувка-Велика (Вармінсько-Мазурське воєводство)
Домбрувка-Велика (пол. Dąbrówka Wielka, нім. Groß Damerau) — село в Польщі, у гміні Дивіти Ольштинського повіту Вармінсько-Мазурського воєводства.
Населення — 238 осіб (2011).

## Демографія
Демографічна структура станом на 31 березня 2011 року:
|          | Загалом | Допрацездатний вік | Працездатний вік | Постпрацездатний вік |
| -------- | ------- | ------------------ | ---------------- | -------------------- |
| Чоловіки | 129     | 30                 | 97               | 2                    |
| Жінки    | 109     | 24                 | 71               | 14                   |
| Разом    | 238     | 54                 | 168              | 16                   |